# الف اگر
الف اگر (انگلیسی: Alf Agar؛ ۲۸ اوت ۱۹۰۴ – ۱۹۸۹ (۸۴−۸۵ سال)) یک بازیکن فوتبال اهل بریتانیا بود. 
از باشگاه‌هایی که در آن بازی کرده‌است می‌توان به باشگاه فوتبال بارو و باشگاه فوتبال اولدهام اتلتیک اشاره کرد.